# La banda dei cinque/Tarzan Tarzan
La banda dei cinque/Tarzan Tarzan è un 45 giri di Elisabetta Viviani pubblicato nel 1979 dall'etichetta discografica RCA.

## I brani
La banda dei cinque, scritta da Antonello De Sanctis su musica e arrangiamento di Paolo Frescura e Italo Marino era la sigla della fortunata serie televisiva di produzione britannica omonima, andata in onda sulle reti Rai a partire dal 1979..
Tarzan Tarzan, scritta dagli stessi autori, era il lato b del disco, canzone ispirata ad un ciclo di film dedicati al personaggio di Tarzan..

## Tracce
Lato A
1. La banda dei cinque – 3:20 (Antonello De Sanctis, Paolo Frescura, Italo Marino)

Durata totale: 3:20
Lato B
1. Tarzan Tarzan – 3:15 (Antonello De Sanctis, Paolo Frescura, Italo Marino)

Durata totale: 3:15